# Księstwo Amalfi
Księstwo Amalfi (wł. Ducato di Amalfi, łac. Ducatus Amalphitanus) a. pot. Republika Amalfi (wł. Repubblica di Amalfi) – właściwie niepodległe państwo historyczne na Półwyspie Apenińskim, obejmujące teren znajdującego się obecnie we Włoszech miasta Amalfi wraz z okręgiem, funkcjonujące w okresie 958–1137. Rejon Amalfi był pierwotnie częścią większego Księstwa Neapolu, rządzonego przez patrycjat miejski, jednak pozostającym pod zwierzchnictwem lennym Cesarstwa Bizantyńskiego. Po raz pierwszy Amalfi wybrało swojego własnego księcia (a. dożę) w 958. Liczbę mieszkańców rejonu Amalfi w X i XI w. oszacowano na 50–70 tys. os. Kupcy z księstwa przewodzili w handlu śródziemnomorskim i zdominowali go w IX i X w., po czym zostali wyparci przez przedstawicieli Północy – Pizy, Wenecji i Genui. W wyniku naporu Normanów w 1073 uległo Księstwu Apulii i Kalabrii, któremu złożyło hołd lenny. W tym okresie monarchę reprezentował wiceksiążę. W 1137 w wyniku najazdu Pizy, Amalfi przyłączono do republiki.

## Historia
Miasto Amalfi zostało założone jako punkt handlowy w 339. Jego pierwszy biskup został powołany w 596. W 838 Amalfi zostało zdobyte przez Sicarda, ks. Benewentu, który dostał się w obręb murów miejskich dzięki pomocy mieszkańców. W wyniku podziałów państwa longobardzkiego na południu, Amalfi znalazło się w Księstwie Salerno. W czasie powstania ludowego w 839 miasta Amalfi wraz z pobliskim Atrani wybrały prefekta, manifestując tym samym niezależność kontrolowanego okręgu. Na urząd ten został wybrany Siconulf. W zamian za sprzeciwienie się władcy Benewentu, obiecano mu tytuł książęcy, którego nie przyjął. W 897 republika Amalfi została pokonana w wojnie ze wspieranym przez Neapol Sorrentem. W jej wyniku został schwytany prefekt miasta, Stefan, którego następnie wykupiono z rąk neapolitańczyków. Na początku X w. republika przechodziła proces reformy władzy, w której wyniku w 914 prefekt Mastalusz st. został najwyższym sędzią. W 903 Amalfi i Neapol wspólnie uderzyły na Arabów, osiadłych nad rz. Garigliano, których siły zostały odparte pod Gaetą. Klęska była na tyle dotkliwa, że Amalfi nie przyłączyło się do wojny przeciwko Arabom, prowadzonej przez inne miasta-państwa w 915. Najprawdopodobniej także chęć utrzymania pozycji gospodarczej Amalfi, intensywnie handlującej z Kalifatem Fatymidów zaważyła na neutralności miasta. W wyniku walki patrycjatu Amalfi o władzę nad miastem w 958 został zamordowany prefekt, Mastalusz mł. Wobec tych wydarzeń znaczne poparcie w senacie uzyskało stronnictwo reformistyczne, zmierzające do centralizacji władzy. Doprowadziło ono do elekcji na księcia (a. doży) Sergiusza I. W okresie 981–983 poprzez Mansona I Amalfi pozostawało w unii personalnej z Księstwem Salerno. Dzięki staraniom księcia Amalfi stało się gł. ośrodkiem władzy zachodniego wybrzeża płd. Italii. Potwierdza to podniesienie siedziby biskupa do rangi arcybiskupiej w 987.
Od 1034 Amalfi zostało podporządkowane Księstwu Kapui, a w 1039 Salerno. W 1073 Robert Guiscard, książę Apulii, podbił miasto, przyjmując tytuł księcia Amalfitów (łac. dux Amalfitanorum). W 1096 Amalfi podniosło bunt, który został stłumiony w 1101. Kolejny bunt miasto podniosło w 1130. Został on zdławiony w 1131, dzięki połączonym działaniom dowódców normańskich: Jana, palatyna Sycylii, który oblegał miasto, oraz Jerzego z Antiochii, dowodzącego blokadą portu i szturmem na Capri. W 1135 i 1137 Amalfi złupiły wojska pizańskie, ostatecznie niszcząc miasto i podporządkowując jego okręg republice.

## Kultura
W czasie panowania Mansona I (966-1004) Amalfi przeżywało swój złoty okres. Rozwijało się stołeczne miasto, w którego tkankę urbanistyczną wpisało do dziś charakteryzującą je gęstą, schodową zabudowę domostw (tzw. Wybrzeże Amalfitańskie). Książę roztaczał swój mecenat nad artystami i poetami, zwłaszcza pochodzenia północno-włoskiego i greckiego. Dzięki temu Amalfi stało się jednym z gł. ośrodków rozwoju kultury normańsko-bizantyńsko-arabskiej. Powstawały tu pracownie jedwabnicze oraz wytwórnie papiernicze, zaopatrujące domy możnowładców i klasztory całej płd. Italii, mając także odbiorców wśród arabskich mieszkańców Sycylii i dziś. Tunezji. Wtedy zapewne powstała też normańska bryła katedry św. Andrzeja. W 977 muzułmański podróżnik Ibn Haukal tak opisał Amalfi:
„...najświetnie z miast Lombardii, najznamienitsze i najszlachetniejsze ze względu na swój handel i rzemiosło. Najpyszniejsze ze wszystkich [miast Italii]. Amalfi graniczy z Neapolem, miastem pięknym, lecz mniej znamienitym.”
Od czasu uniezależnienia się od Benewentu i Neapolu amalfitanie dzięki dobrze rozwiniętym wpływom handlowym odgrywali znaczącą rolę w kształtowaniu kultury chrześcijańskiej w basenie M. Śródziemnego. Po 839 Księstwo Amalfi zbudowało liczącą się na morzu flotę zarówno handlową, jak i wojenną. W X i XI w. kupcy z Amalfi byli liczącymi się partnerami handlowymi zarówno w krajach Lewantu, jak i Kalifacie Fatymidów oraz w Konstantynopolu. W trakcie wypraw krzyżowych (od 1040) zakładali misje chrześcijańskie w Palestynie, gwarantując krzyżowcom schronienie oraz organizując dla nich zaopatrzenie. Główne ośrodki założyli w Antiochii i Jerozolimie. Dominowali w handlu w obszarze środkowego basenu M. Śródziemnego, gdzie gł. towarem eksportowym był kasztan.

## Książęta Amalfi
- 958–966 Sergiusz I
- 966–1004 Manso I, także ks. Salerno (981–983)
- 1004–1007 Jan I Petrella, także ks. Salerno (981–983)
- 1007–1028 Sergiusz II
- 1028–1029 Manso II Ślepy
- 1029–1034 Jan II
- 1034–1038 Manso II Ślepy (ponownie)
- 1038–1039 Jan II (ponownie)
- 1039–1043 Guaimar, także ks. Salerno (1027–1052)
- 1043–1052 Manso II Ślepy (ponownie)
- 1052–1069 Jan II
- 1069–1073 Sergiusz III
- 1073 Jan III
- 1073–1085 Robert Guiscard
- 1085–1111 Roger I Trzos
- 1111–1127 Wilhelm
- 1127–1137 Roger II

## Dziedzictwo
Po 1137 tytuł księcia Amalfi nie był używany. Został on odnowiony w XIV w. jako jeden z tytułów honorowych członków domu panującego w Królestwie Neapolu, później w XIX w. także w Królestwie Obojga Sycylii, następnie w Królestwie Włoch.